# Karen Black

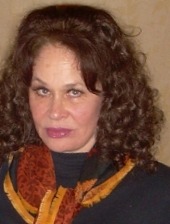
Karen Black

Karen Black (născută Karen Blanche Ziegler; n. 1 iulie 1939, Park Ridge, Illinois, SUA – d. 8 august 2013, Santa Monica, California, SUA)  a fost o cântăreață și actriță americană.
Ea a devenit cunoscută prin filmele Easy Rider, Five Easy Pieces, The Great Gatsby, The Day of the Locust, Nashville, Airport 1975 și Family Plot.

## Date biografice
Karen Black a lucrat ca și chelneriță în New York și a urmat între timp dramaturgia. La început a primit roluri secundare în diferite filme. Primul ei rol mai important a fost în fimul "Big Boy" (1966) și "Easy Rider" (1969). În 1975 i se acordă premiul Globul de Aur fiind nominalizată pentru premiul Oscar pentru rolul jucat în filmul "The Great Gatsby". După ce divorțează de L. M. Kit Carson se căsătorește în 1987 cu regizorul Stephen Eckelberry. Din prima căsătorie are un fiu (n. 1975), și a adoptat o fiică (n. 1987).
În 2009 lansează un album muzical "Catacombs".

## Filmografie
- 1960 The Prime Time
- 1966 You're a Big Boy Now
- 1969 Hard Contract
- 1969 Easy Rider, regia Dennis Hopper
- 1970 Hastings Corner
- 1970 Cinci piese ușoare (Five Easy Pieces), regia Bob Rafelson
- 1971 Drive, He Said
- 1971 A Gunfight
- 1971 Născuți câștigători (Born to Win), regia Ivan Passer
- 1971 Cisco Pike, regia Bill Norton
- 1972 Portnoy's Complaint
- 1973 Little Laura and Big John
- 1973 The Pyx
- 1973 The Outfit
- 1973 Ghost Story/Circle of Fear
- 1974 Rhinoceros
- 1974 Marele Gatsby (The Great Gatsby), regia Jack Clayton
- 1974 Law and Disorder
- 1974 Aeroport '75 (Airport 1975), regia Jack Smight
- 1975 Trilogy of Terror, regia Dan Curtis
- 1975 The Day of the Locust
- 1975 Nashville
- 1976 Ace Up My Sleeve
- 1976 Family Plot
- 1976 Balada macabră (Burnt Offerings), regia Dan Curtis
- 1977 The Strange Possession of Mrs. Oliver
- 1978 Because He's My Friend
- 1978 Misiunea Capricorn Unu (Capricorn One), regia Peter Hyams
- 1978 In Praise of Older Women
- 1978 The Squeeze
- 1979 Mr. Horn
- 1979 Killer Fish
- 1980 Power
- 1980 Where the Ladies Go
- 1980 The Last Word
- 1980 Police Story: Confessions of a Lady Cop
- 1981 Separate Ways
- 1981 Gräset sjunger
- 1981 Chanel Solitaire
- 1982 La donna giusta
- 1982 Come Back to the Five and Dime, Jimmy Dean, Jimmy Dean, regia Robert Altman
- 1983 Can She Bake a Cherry Pie?
- 1984 A Stroke of Genius
- 1984 Growing Pains
- 1985 The Blue Man
- 1985 Martin's Day
- 1985 Inferno in diretta
- 1985 Savage Dawn
- 1986 Invadatori din Marte (Invaders from Mars), regia Tobe Hooper
- 1986 Flight of the Spruce Goose
- 1987 It's Alive III: Island of the Alive
- 1987 Hostage
- 1988 Platinum Blonde
- 1988 The Legendary Life of Ernest Hemingway
- 1988 The Invisible Kid
- 1988 Dixie Lanes
- 1989 Judgement
- 1989 Out of the Dark
- 1989 Homer and Eddie
- 1990 Evil Spirits
- 1990 Mirror, Mirror
- 1990 Fatal Encounter
- 1990 The Children
- 1990 Club Fed (1990 film)
- 1990 Overexposed
- 1990 Zapped Again!
- 1990 Twisted Justice
- 1990 Night Angel
- 1991 The Roller Blade Seven
- 1991 Rubin and Ed
- 1991 The Killer's Edge
- 1991 Children of the Night
- 1991 Quiet Fire
- 1991 Haunting Fear
- 1992 Return of the Roller Blade Seven, regia Donald G. Jackson
- 1992 Final Judgement
- 1992 Legend of the Roller Blade Seven
- 1992 Dead Girls Don't Tango
- 1992 Bound and Gagged: A Love Story
- 1992 The Double 0 Kid
- 1992 Caged Fear
- 1993 Cries of Silence
- 1993 Auntie Lee's Meat Pies
- 1993 Tuesday Never Comes
- 1993 The Trust
- 1993 Dark Blood (unfinished)
- 1994 Plan 10 from Outer Space
- 1994 Too Bad About Jack
- 1995 The Wacky Adventures of Dr. Boris and Nurse Shirley
- 1995 Starstruck
- 1996 Dinosaur Valley Girls
- 1996 Angelo a New York, Un
- 1996 Movies Money Murder
- 1996 Every Minute Is Goodbye
- 1996 Crimetime
- 1996 Copiii fiarei (Children of the Corn IV: The Gathering), regia Greg Spence
- 1997 Dogtown
- 1997 Modern Rhapsody
- 1997 Malaika
- 1997 Conceiving Ada
- 1997 Men
- 1998 Waiting for Dr. MacGuffin
- 1998 Fallen Arches
- 1998 Light Speed
- 1998 Stripping for Jesus
- 1998 Invisible Dad
- 1998 I Woke Up Early the Day I Died
- 1998 Sugar: The Fall of the West
- 1998 Stir
- 1998 My Neighbor's Daughter
- 1998 Bury the Evidence
- 1998 Charades
- 1999 Decoupage 2000: Return of the Goddess [8]
- 1999 Paradise Cove
- 1999 Mascara
- 1999 The Underground Comedy Movie
- 2000 Oliver Twisted
- 2000 Inviati speciali
- 2000 The Donor
- 2000 Red Dirt
- 2001 Gypsy 83
- 2001 Hard Luck
- 2001 Soulkeeper
- 2002 Teknolust
- 2002 Buttleman
- 2002 A Light in the Darkness
- 2003 Paris
- 2003 Summer Solstice
- 2003 Curse of the Forty-Niner, regia John Carl Buechler
- 2003 House of 1000 Corpses
- 2004 America Brown
- 2004 Birth of Industry
- 2005 Firecracker
- 2005 Dr. Rage
- 2005 Carma
- 2005 My Suicidal Sweetheart
- 2005 Trailer for a Remake of Gore Vidal's Caligula (film scurt)
- 2006 Whitepaddy
- 2006 Hollywood Dreams
- 2006 Read You Like a Book
- 2007 Suffering Man's Charity
- 2007 One Long Night
- 2008 Contamination
- 2008 The Blue Tooth Virgin
- 2008 Watercolors
- 2009 First Time Long Time
- 2009 A Single Woman
- 2009 Double Duty
- 2009 Irene in Time
- 2009 Katie Q
- 2010 Stuck!
- 2010 Tim & Eric Awesome Show, Great Job! (television - Adult Swim)
- 2017 1922